# Gossa
Gossa este o comună din landul Saxonia-Anhalt, Germania.